# Loranthacydia
Loranthacydia es un género de polillas tortrícidas, categorizado en la tribu Grapholitini, de la subfamilia Olethreutinae. Fue descrito por Horak, Common y Komai en 1996.

## Especies
- Loranthacydia aulacodes (Lower, 1902)
- Loranthacydia metallocosma (Lower, 1902)
- Loranthacydia multilinea (Turner, 1945)
- Loranthacydia pessota (Meyrick, 1911)
- Loranthacydia sinapichroa (Turner, 1926)